# Лесуново (Нижегородская область)
Лесуново — село в Сосновском районе Нижегородской области, административный центр Рожковского сельсовета.
Село располагается на левом берегу реки Серёжи.
В селе расположено отделение Почты России (индекс 606180).